# Buchenhain (Baierbrunn)
Buchenhain ist einer der beiden Ortsteile der Gemeinde Baierbrunn im oberbayerischen Landkreis München. 

## Geographie
Der Ort liegt rund einen Kilometer nördlich des Dorfes und Gemeindehauptorts Baierbrunn am linken Isarhochufer.

## Geschichte
Das erste Gebäude der späteren Siedlung Buchenhain ist die damalige Hausnummer 39 der Gemeinde Baierbrunn, die am 11. August 1898 erstmals im Steuerkataster erwähnt wird. Das Gebäude wurde zwischen 1858 und 1898 errichtet. Dabei handelt es sich um den späteren Waldgasthof. 1906 wurde eine Schankerlaubnis für das Gebäude erteilt, und die Eigentümer gaben ihrer Gaststätte den Namen Buchenhain.
Südwestlich des Waldgasthofs siedelte sich 1924 ein Josef Schmid an, der bis 1950 nebenbei eine Landwirtschaft betrieb. In der Folge gab es vereinzelte Ansiedlungen weiterer Bewohner. 
Um 1942 bis 1945 wurde im Nordosten, zwischen der Reichsstraße 11 (heutige Bundesstraße 11) und der Isartalbahnlinie durch die Reichsbahn die so genannte Reichsbahnsiedlung errichtet, die später als Eisenbahner-Siedlung bekannt war. Hierbei handelte es sich zunächst um Behelfsbauten, in denen vorübergehend Eisenbahner aus München wohnten, wegen der alliierten Bombenangriffe auf München. Heute befindet sich dort auch das Gewerbegebiet Buchenhain-Nord.
1945 wurde eine Wochenendhaus-Siedlung für Arbeitnehmer der Firma Siemens zur so genannten Siemenssiedlung ausgebaut. 1949 wurde südlich der Lindenstraße (in der der Schauspieler Beppo Brem wohnte) die Wenz-Siedlung gebaut.
Eine zusammenhängende Siedlung wurde Buchenhain jedoch verstärkt ab 1950, als die Gemeinde Baierbrunn einen Baulinien- und Bebauungsplan aufstellte, der Schulweg, Buchenstraße und Ulmenstraße umfasste. Der Name Buchenhain wurde 1950 auf Initiative des damaligen Baierbrunner Bürgermeisters August Tauscheck auf die entstehende Siedlung übertragen. Hintergrund war die Einweihung des Haltepunktes an der Isartalbahn am 13. Mai 1950, der einen Namen brauchte.
Im Amtlichen Ortsverzeichnis der Volkszählung 1961 wurde Buchenhain erstmals als separater Gemeindeteil nachgewiesen, mit damals 716 Einwohnern in 140 Wohngebäuden.
1987, als anlässlich der Volkszählung am 25. Mai letztmals Daten auf Ortsteilebene erhoben wurden, hatte Buchenhain 1053 Einwohner, oder fast die Hälfte der insgesamt 2176 Einwohner der Gemeinde. Die Siedlung hatte 311 Gebäude mit Wohnraum mit 433 Wohnungen (Gesamtgemeinde 590 Gebäude mit Wohnraum mit 894 Wohnungen).
Zum Stand November 2013 hatte die Siedlung Buchenhain 1465 Einwohner nach dem Melderegister. Dazu kommen 162 Nebenwohnsitze.

## Verkehr
Der Haltepunkt Buchenhain der Isartalbahn wurde am 14. Mai 1950 eröffnet, er diente ausschließlich dem Personenverkehr. Der Haltepunkt wird von der Münchner S-Bahn S7 bedient und verfügt über ein Bahnsteiggleis.

## Isar-Werkkanal
Der Ende des 19. Jahrhunderts errichtete Isar-Werkkanal bei Buchenhain leitet ein Teil des Wassers der Isar in einen Werkkanal.

## Natur
Östlich von Buchenhain befindet sich der Klettergarten Baierbrunn. Die als Geotop ausgewiesene Felswand gehört zu den 100 schönsten Geotopen in Bayern.